# Sinochrysa hengduana
Sinochrysa hengduana är en insektsart som beskrevs av C.-k. Yang 1992. Sinochrysa hengduana ingår i släktet Sinochrysa och familjen guldögonsländor. Inga underarter finns listade i Catalogue of Life.